# 西川ひかる
西川 ひかる（にしかわ ひかる、本名：北沢喜久子、1945年11月23日 - ）は、大阪府出身の女優・元漫才師。一時期、4代目西川さくらを名乗っていた。

## 来歴・人物
青猫座の研究生を経て、1961年に西川ヒノデ門下『コミックトリオ』（松竹芸能所属）の子役として、新世界新花月で初舞台。翌年には夢乃タンゴと音曲漫才コンビを組む。
1964年に高校を卒業し、三和銀行（現・三菱UFJ銀行）に一旦就職したが半年で辞め、藤山寛美の誘いで松竹新喜劇に入団。その傍ら赤井タンクと漫才コンビを組んだ事もあった。松竹新喜劇退団後は吉本新喜劇に移籍し、両新喜劇の舞台に登った唯一の女優として名を残した。1972年からは『お笑いオンステージ』（NHK総合）にレギュラー出演し全国的知名度を得たが、番組プロデューサーと衝突し突如解雇される。その後は名バイプレーヤーとして、シリアスドラマにも活動の幅を広げた。
2001年に療養のため休業、現在は本復して主に講演活動を行っている。

## 出演

### 映画
- 瀬戸はよいとこ花嫁観光船（1976年）
- 男はつらいよ 寅次郎夕焼け小焼け（1976年）
- 男はつらいよ 寅次郎あじさいの恋（1982年）
- 三等高校生（1982年）
- せんせい（1983年）
- お葬式（1984年）
- 男はつらいよ 寅次郎心の旅路（1989年）（西川さくら）

### テレビドラマ
- てんぷく笑劇場（1972年、NHK総合）
- 連続テレビ小説（NHK総合）
  - 鳩子の海（1974年）
  - まんさくの花（1981年）
  - やんちゃくれ（1998年）
- 水もれ甲介（1974年、NTV / ユニオン映画） - 飲み屋の女将 役
- 家なき子（1974年、TBS / 松竹） - 杉本八重 役
- 必殺からくり人・血風編 第2話「非道にたてつく紅い刃」（1976年、ABC / 松竹） - おまん 役
- 円盤戦争バンキッド 第13話「名犬オックス危機一髪」（1976年、NTV / 東宝） - 牛島二郎の母 役
- 気まぐれ天使 第27話「地球を蹴っとばせ」（1977年、NTV / ユニオン映画）
- 気まぐれ本格派 第23話「ママゴンのヘンシーン」（1977年、NTV / ユニオン映画）
- 冒険ファミリー ここは惑星0番地（1977年、NTV） - 山田春子 役
- 青春ド真中! 第7話「先生と生徒の恋の燃え上がる恋!!」（1978年、NTV）
- 桃太郎侍（1978年、NTV / 東映） - お光 役（第103話〜第151話）
- バトルフィーバーJ 第40話「美人先生危機一髪」（1980年、テレビ朝日 / 東映） - 北条達也の母 役
- 鉄道公安官（1980年、テレビ朝日）
- 噂の刑事トミーとマツ 第17話「キン好きトミ好き、マツ嫌い」（1980年、TBS / 大映テレビ） - 寿司屋の女将 役
- 西遊記II　第13話「人食い妖怪・若返りの泉」（1980年、NTV / 国際放映）
- 鬼平犯科帳 (萬屋錦之介) 第10話「盗法秘伝」（1980年、NET / 東宝） - 市五郎の妻 役
- 木曜ゴールデンドラマ（YTV）
  - 雪国 純白の雪と湯煙りに燃える恋!（1980年）
  - 主婦、万引き 幻の越前岬親子心中（1983年）
- 俺はおまわり君（1981年、NTV）
- 拳骨にくちづけ（1981年、TBS）
- 森繁久彌のおやじは熟年（1981年、ANB）
- ライオン奥様劇場・おばあちゃんと孫7人（1981年、CX）
- ひまわりの歌（1981年、TBS）
- 意地悪ばあさん 第17話「意地悪教えますの巻」（1982年、CX） - 道子 役
- あんちゃん 第2話「やさしすぎる!モテすぎる!」（1982年、NTV）
- 金曜日の妻たちへ（1983年、TBS）
- 気分は名探偵（1984年、日本テレビ） - 落合里子 役
- たけしくん、ハイ!（1985年、NHK総合） - 松本桃子 役
- 土曜ワイド劇場 （ANB）
  - 家政婦は見た!シリーズ（1983年〜1989年）
  - 牟田刑事官事件ファイル 第2作「女たちの殺人パーティー」（1985年5月11日）
  - 森村誠一の魔少年（1985年）
  - 鳥羽・賢島同期会ツアー殺人事件 殺意の出世物語（1992年9月12日）
- 松本清張サスペンス・隠花の飾り/お手玉（1986年、KTV・松竹）
- 直木賞作家サスペンス「白い花」（1989年1月、KTV・東映）
- 火曜サスペンス劇場「松本清張スペシャル・捜査圏外の条件」（1989年7月4日放送、NTV・松竹・『霧』企画） - 鈴木とし子 役
- 時代劇スペシャル・ご存知!旗本退屈男VII（1992年、ANB）
- 腕におぼえあり（1992年、NHK総合） - おてつ 役
- セールスレディは何を見た（1993年、ANB）

### CM
- キッコーマン　デリシャスソース　（藤田弓子と共演）

### その他
- ドリフ大爆笑（CX）  - 初期のコメディーリリーフ。
- NHK紅白歌合戦（NHK総合・ラジオ第1、第24回） - ゲスト出演。
- 一枚の写真（CX）
- ラジオ関西のナマナマ大放送（ラジオ関西、月曜日夜7時生番組）